# Islas Cook en los Juegos Olímpicos de Barcelona 1992
Las Islas Cook estuvieron representadas en los Juegos Olímpicos de Barcelona 1992 por dos deportistas masculinos que compitieron en dos deportes.
El equipo olímpico no obtuvo ninguna medalla en estos Juegos.